# 沖田行司
沖田行司（おきた ゆくじ、1948年 - ）は、日本の教育史学者。同志社大学名誉教授、びわこ学院大学学長。

## 人物・来歴
京都府生まれ。同志社大学卒業後、高校教師として2年間勤務後、同大大学院文学研究科博士課程満期退学、96年「日本近代教育の思想史研究 国際化の思想系譜」で博士（文化史学）。文学部助手、専任講師・助教授を経て文学部教授。改組により2004年より社会学部教授。2019年定年、名誉教授、びわこ学院大学学長。ハワイ大学・中国人民大学の客員教授を務めた。

## 著書
- 『日本近代教育の思想史研究 国際化の思想系譜』日本図書センター, 1992.11、学術叢書・学術出版会, 2007.5
- 『ハワイ日系移民の教育史 日米文化、その出会いと相剋』 Minerva21世紀ライブラリー・ミネルヴァ書房, 1997.1
- 『日本人をつくった教育 寺子屋・私塾・藩校』日本を知る・大巧社, 2000.4
- 『藩校・私塾の思想と教育』日本武道館, 2011.9
- 『日本国民をつくった教育 寺子屋からGHQの占領教育政策まで』ミネルヴァ書房, 2017.1
- 『横井小楠 道は用に就くも是ならず』ミネルヴァ書房・ミネルヴァ日本評伝選、2021.3

### 共編著
- 編『ハワイ日系社会の文化とその変容 一九二〇年代のマウイ島の事例』ナカニシヤ出版：同志社大学人文科学研究所研究叢書, 1998.3
- 『教育社会史』(新体系日本史）辻本雅史共編、山川出版社, 2002.5
- 『人物で見る日本の教育』ミネルヴァ書房, 2012.4、新版2015
- 『新編 同志社の思想家たち』晃洋書房, 2018-19

## 論文
- <沖田行司